# Остання пелюстка
Остання пелюстка (рос. Последний лепесток) — мультиплікаційний фільм Романа Качанова, випущений студією «Союзмультфільм» у 1977 році.
Мультфільм знятий за мотивами казки письменника Валентина Катаєва «Квітка-семибарвиця».
У фільмі майстерно показаний світ таким, яким його бачить 5-6-річна дитина. Тонко передано дитячу психологію, і той момент, коли маленька людина стикається з серйозними «дорослими» проблемами.

## Сюжет
Маленька дівчинка Женя отримала в подарунок від бабусі чарівну квітку з сімома різнокольоровими пелюстками. "Лети-лети пелюстки, через захід на схід, облети навколо землі, бути по-моєму вели". Так, за його допомогою можуть бути виконані сім бажань дівчинки. Шість із них вона витратила даремно і не отримала жодного задоволення. А ось сьомою рожевою пелюсткою, вона допомогла хлопчикові Віті бути здоровим.

## Творці
- Автор сценарію та режисер: Роман Качанов
- Композитор: Геннадій Гладков
- Художники-постановники: Олена Пророкова, Костянтин Карпов
- Художники: Інна Заруба, Дмитро Анпілов, Петро Коробаєв, Ірина Литовська, В. Максимович, Н. Назарова, Т. Циганкіна
- Художники-мультиплікатори: Віктор Лихачов, Рената Міренкова, Володимир Арбеков, Олександр Панов, Олег Сафронов, Марина Рогова, Віктор Шевков, Леонід Каюков
- Оператор: Борис Котов
- Монтажер: Любов Георгієва
- Звукооператор: Борис Фільчиков
- Редактор: Наталя Абрамова
- Директор картини: Федір Іванов

## Ролі озвучували
- Ольга Громова — Женя
- Марія Виноградова — Вітя
- Володимир Гуляєв — міліціонер
- Люсьєна Овчиннікова — мама Жені
- Ніна Зорська — старенька
- Тамара Дмитрієва — хлопчик у валянках, що зібрався на Північний полюс
- Агар Власова — 2-й хлопчик, який зібрався на Північний полюс

## Українське закадрове озвучення
Українською мовою озвучено студією «Так Треба Продакшн» на замовлення телеканалу «К1» у 2017 році. Ролі озвучували: Євген Пашин, Дмитро Терещук, Валентина Сова, Олена Бліннікова і Ганна Соболєва.